# Arrondissement Thouars
Thouars is een voormalig arrondissement van het Franse departement Deux-Sèvres in de regio Nouvelle-Aquitaine. Het arrondissement werd op 17 februari 1800 opgericht, maar in 1804 werd de onderprefectuur van Thouars verplaatst naar Bressuire en kreeg het arrondissement ook deze naam.

## Kantons
Het arrondissement was samengesteld uit de volgende kantons:
- Kanton Argenton-les-Vallées
- Kanton Bressuire
- Kanton Cerizay
- Kanton Mauléon
- Kanton Saint-Varent
- Kanton Thouars-1
- Kanton Thouars-2